# Psychiatrisch Ziekenhuis Vogelenzang
Psychiatrisch Ziekenhuis Vogelenzang, is een voormalig psychiatrisch ziekenhuis in Bennebroek in de gemeente Bloemendaal. Het complex is ontworpen door de Nederlandse architect A.T. Kraan en met de bouw ervan werd begonnen in 1927. Hedendaags huisvest de GGZ instelling GGZ InGeest een groot deel van het terrein.
Het terrein zal worden ontwikkeld tot woongebied Park Lokhorst, aanvankelijk Park Vogelenzang. De naam verwijst naar het het nabijgelegen Lokhorsterduin aan de rand van het terrein op de grens met Hillegom en Bennebroek.